# Двойник (фильм, 1964)
«Двойник» (англ. Dead Ringer — букв. «Мёртвый двойник»), также известен как «Кто покоится в моей могиле?» (англ. Who Is Buried in My Grave?) — американский триллер, выпущенный в 1964 году кинокомпанией Warner Bros. Фильм был поставлен Полом Хенрейдом, сценарий был написан Альбертом Бейчем и Оскаром Миллардом по мотивам романа «Другая» Райана Джеймса. Главную роль исполнила Бетт Дэвис.

## Сюжет
18 лет назад Эдит Филлипс полюбила богатого Фрэнка Делорка, но того отбила у неё её сестра-близнец Маргарет. После этого Эдит уехала в другой город и в день отъезда она выяснила, что Фрэнк и Маргарет женятся по залёту. Проходит 18 лет и Фрэнк умирает. За это время Эдит вернулась в город. После похорон Эдит спрашивает у сестры, где их ребёнок, и та говорит, что тот умер, не дожив до года, а больше детей она иметь не смогла. Однако от семейного шофёра Эдит узнаёт, что пара была бездетной, и понимает, что Маргарет обдурила Фрэнка. В то время как Маргарет сейчас наслаждается легкой и богатой жизнью, Эдит испытывает финансовые трудности. 
Позже в тот же день Эдит звонит Маргарет и просит её прийти, говоря, что «знает всё» (имея в виду обман с ребёнком). Маргарет приходит, скрыв лицо траурной вуалью, поэтому никто не замечает её сходства с Эдит (квартира Эдит, куда приходит Маргарет, расположена над баром). К тому моменту Эдит делает себе причёску в стиле боб и челку, как это было у Маргарет. Улучив момент она стреляет Маргарет в висок, когда та сидит в кресле, после чего меняется с ней одеждой, драгоценностями, бросает рядом пистолет и заранее написанную предсмертную записку. Она успешно возвращается в особняк Делорки под личиной сестры. Самоубийство «Эдит» не вызывает ни у кого вопросов и её хоронят под этим именем. Эдит же начинает жить по личиной Маргарет — хотя внешне она неотличима, персонал замечает различия, вроде того, что раньше собака не любила Маргарет, теперь же привязывается к Эдит, или тот факт, что Эдит, в отличие от Маргарет, курит. Горничная озадачена, когда её хозяйка решает не класть свои очень ценные украшения в сейф, не понимая, конечно, что Эдит попросту не знает код. В конечном счёте, из-за того, что она не смогла подделать подпись своей сестры, необходимую для завещания Фрэнка, Эдит вынуждена намеренно обжечь свою руку кочергой, которую она нагрела в огне, чтобы иметь благовидный предлог не подписывать правой рукой. Когда вскрывается завещание, то обнаруживается, что Фрэнк завещал ей крупную сумму денег, а потому вся затея с убийством Маргарет и подлогом была бессмысленна.
Тем временем Джим несколько раз навещает «Маргарет», задавая вопросы о смерти Эдит, потому что не может смириться с её «самоубийством». Эдит обеспокоена тем, что ей приходится лгать Джиму, который продолжает замечать поразительное сходство между сестрами.  Эдит сталкивается с непредвиденными обстоятельствами, когда она обнаруживает, что у Маргарет ещё до смерти Фрэнка был любовник Тони, жалкий плейбой, который неожиданно появляется и очень быстро разоблачает её. Тони шантажирует Эдит по поводу убийства Маргарет и получает в качестве оплаты очень дорогие драгоценности. Затем Эдит узнаёт, что Маргарет и Тони сговорились убить Фрэнка, отравив его мышьяком. Тони и Эдит ссорятся; когда он угрожает ей, собака Маргарет нападает и убивает его.
Джим стал подозревать кое-что в смерти Френка Делорки и начинает расследование, в ходе которого полиция в конечном итоге эксгумирует тело Фрэнка и находит следы мышьяка. Когда Джим приезжает, чтобы арестовать её, Эдит признаётся в своей истинной личности. 
Эдит, как Маргарет, судят, признают виновной в убийстве и приговаривают к смертной казни. Сознавая, что даже если ей удастся доказать свою правоту, то тогда её осудят за убийство сестры, Эдит подчиняется правосудию и её приговаривают к газовой камере. 

## В ролях
- Бетт Дэвис — Маргарет Делорка/Эдит Филлипс
- Карл Молден — сержант Джим Хоббсон
- Питер Лоуфорд — Тони Коллинз
- Филип Кэри — сержант Хог
- Жан Хаген — Дэд Маршалл
- Джордж Макреди — Пол Харрисон
- Эстелла Винвуд — Дона Анна
- Джордж Чандлер — Джордж, шофер
- Сирил Делеванти — Генри, дворецкий
- Берт Ремсен — Даниэль «Дэн» Листер, бармен
- Кен Линч — капитан Джонсон
- Чарльз Мередит — адвокат (в титрах не указан)